# Bundesstraße 170
Pour les articles homonymes, voir Route 170.
La Bundesstraße 170 est une Bundesstraße du Land de Saxe.

## Géographie
Elle commence à Dresde, à la jonction de la Bundesautobahn 4, à la sortie Dresde-Hellerau, et se termine à Altenberg, à la frontière avec la République tchèque. Entre le centre-ville de Dresde et la frontière fédérale à Zinnwald, dans les monts Métallifères, il y a un dénivelé de plus de 700 mètres sur une longueur d’environ 50 kilomètres. Les passages escarpés à Possendorf et entre Waldbärenburg et Altenberg sont souvent difficiles à franchir en hiver ; les descentes pour un camion ne doivent être conduites qu'avec la prudence appropriée.

## Histoire
La route nationale royale saxonne de Dresde par Dippoldiswalde et Altenberg à Teplitz-Schönau est construite de 1842 à 1846 et remplace l’ancienne route de poste, qui passe par Pirna et Berggießhübel. Jusqu'en 1882, cette route est régulièrement utilisée par les diligences. Après l’ouverture de la ligne de la vallée de la Weisseritz, exploitée à partir de novembre 1882 entre Hainsberg par Dippoldiswalde à Schmiedeberg, le trafic de diligences baisse.
En avril 1919, une ligne de bus reliant Dresde à Dippoldiswalde par Bannewitz et Possendorf est ouverte, le segment entre Dresde et Possendorf étant desservi beaucoup plus fréquemment. De même, le tronçon entre Kipsdorf, Altenberg et Zinnwald est au moins à partir de 1925 régulièrement desservi en été par une ligne de bus.
Lors de la numérotation du réseau routier en 1932, la route reliant Dresde à Teplitz-Schönau fait toujours partie de la Reichsstraße qui deviendra la Bundesstraße 96. Plus tard, cette route est baptisée Reichsstraße 170. Entre 1938 et 1945, la route reliant Teplice par Theresienstadt à Prague est également appelée la Reichsstraße 170. En RDA, elle s’appelle Fernverkehrsstraße 170 (F 170) et est l’un des principaux moyens de transport vers la Tchécoslovaquie, la Hongrie et le sud-est de l’Europe sous le nom de Route européenne 55.
La construction d’un pont pour contourner Dippoldiswalde commence en 1977, mais elle est interrompue et le contournement est achevé entre 1993 et 1995.
À partir de 1989, le volume de trafic (en particulier de camions) croît au "poste frontalier Zinnwald/Cinovec". Afin de soulager la Bundesstraße 170 dans les monts Métallifères, un train de marchandises spécial pour le trafic poids lourds est mis en place en 1994. Du 25 septembre 1994 au 19 juin 2004, l'autoroute ferroviaire relie la gare de Dresde-Friedrichstadt à celle de Lovosice en République tchèque. Dix trains circulent dans les deux sens chaque jour, un train pouvant transporter jusqu'à 23 camions.
En 2001, le nouveau poste frontière Altenberg/Cinovec ouvre pour alléger le trafic de la ville de Zinnwald-Georgenfeld. À cette fin, la B 170 est transférée à Zinnwald et est dotée d’un passage souterrain.
L'inondation d'août 2002 endommage la B 170 entre Dippoldiswalde et Altenberg, de sorte qu’elle n'est que partiellement accessible pendant plusieurs mois. Dans ce contexte, un transfert de la B 170 dans la vallée de la Weisseritz est discuté.
Il y a de grandes difficultés chaque année pendant les mois d’hiver, car les conditions météorologiques rendent souvent la B 170 inutilisable pour les camions, en particulier dans les épingles entre Waldbärenburg et Altenberg.
Depuis le 22 décembre 2004, la B 170 croise la Bundesautobahn 17 à la jonction Dresden-Südvorstadt. À cette fin, la B 170 est élargie de 2002 à 2005 entre Dresden-Südvorstadt et Bannewitz à quatre voies. La circulation des camions augmente fortement, des manifestations bloquent à plusieurs reprises la route et exigent un blocus pour le trafic de camions à longue distance. En 2000, 470 camions empruntaient quotidiennement Schmiedeberg, contre 3 328 en 2004. À partir du 15 mars 2006, la B 170 de Possendorf en direction de la République tchèque est fermée pour les camions de plus de 12 tonnes pour cause de construction. Depuis l’achèvement de la Bundesautobahn 17 de Dresde en direction de Prague le 21 décembre 2006, la B 170 entre Possendorf et le passage frontalier d'Altenberg est fermée au trafic de véhicules de plus de 7,5 t dans les deux sens.

## Source
- (de) Cet article est partiellement ou en totalité issu de l’article de Wikipédia en allemand intitulé « Bundesstraße 170 » (voir la liste des auteurs).

1. ↑  (de) « Die Bundes- und Reichsstraßen in Deutschland - Nr. 166 bis 327 » [archive du 18 février 2009], sur home.arcor.de (consulté le 16 juillet 2025)